# Porte des Lilas
Pour les articles homonymes, voir Porte des Lilas (homonymie).
La porte des Lilas, également appelée porte de Romainville, est l'une des dix-sept portes percées dans l'enceinte de Thiers au milieu du XIXe siècle pour protéger Paris, en France.

## Situation et accès
La porte des Lilas, également appelée porte de Romainville, est située au nord-est de Paris, à la limite des 19e et 20e arrondissements et de deux communes du département de la Seine-Saint-Denis : Les Lilas et le Pré-Saint-Gervais. Elle correspond à la place du Maquis-du-Vercors.
Elle est desservie :
- par la rue de Belleville, l'avenue Gambetta, les boulevards Mortier et Sérurier, la voie Alphonse-Loubat et l'esplanade Claude-Luter, dans Paris intra-muros ;
- par un échangeur complet du boulevard périphérique ;
- par la rue de Paris aux Lilas (RD117).

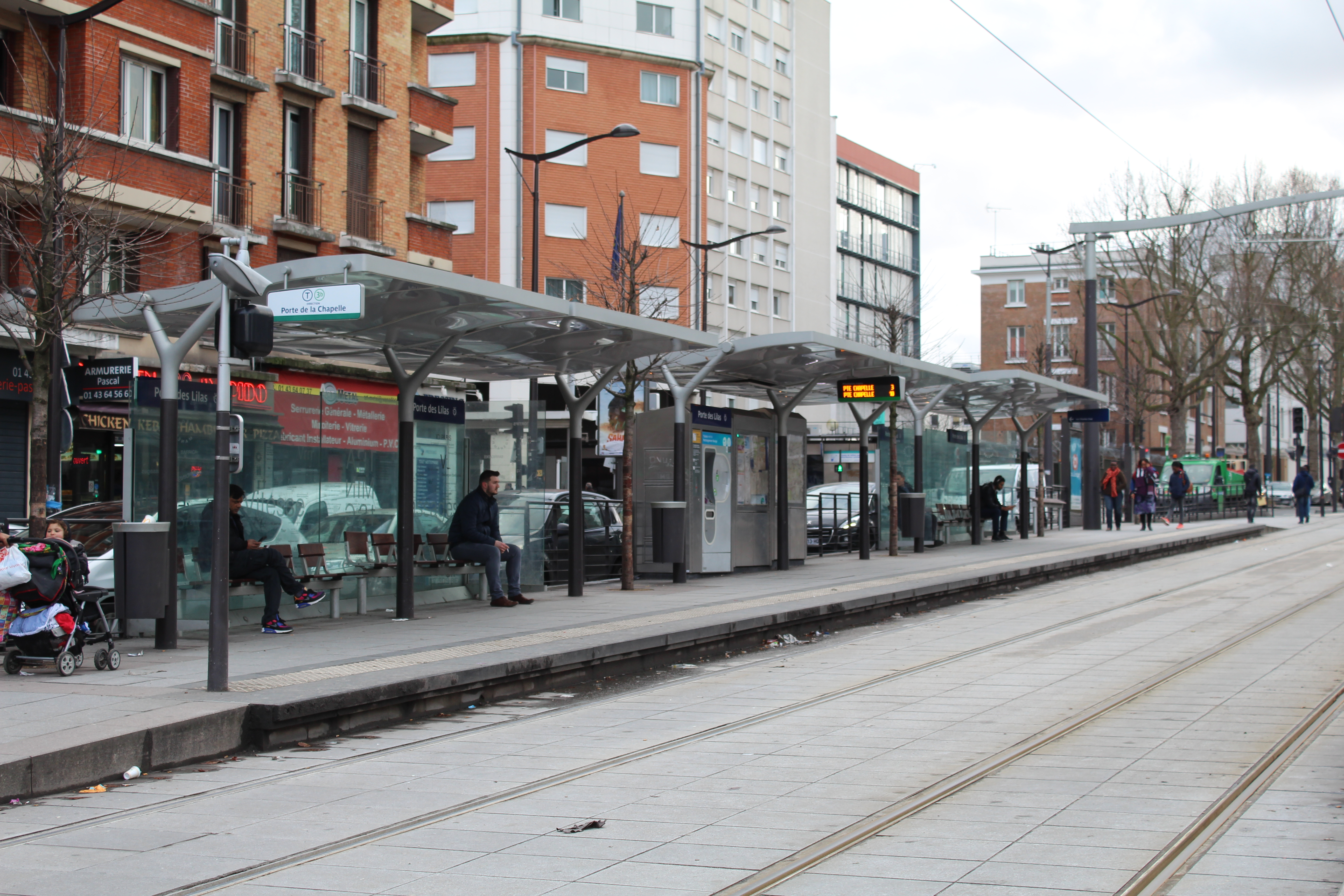
La station de tramway.

La porte des Lilas est desservie par les lignes de métro 3 bis et 11 à la station Porte des Lilas, ainsi que par plusieurs lignes de bus y ayant presque toutes leur terminus. Depuis le 15 décembre 2012, elle est également desservie par la ligne 3b du tramway d'Île-de-France.

## Historique

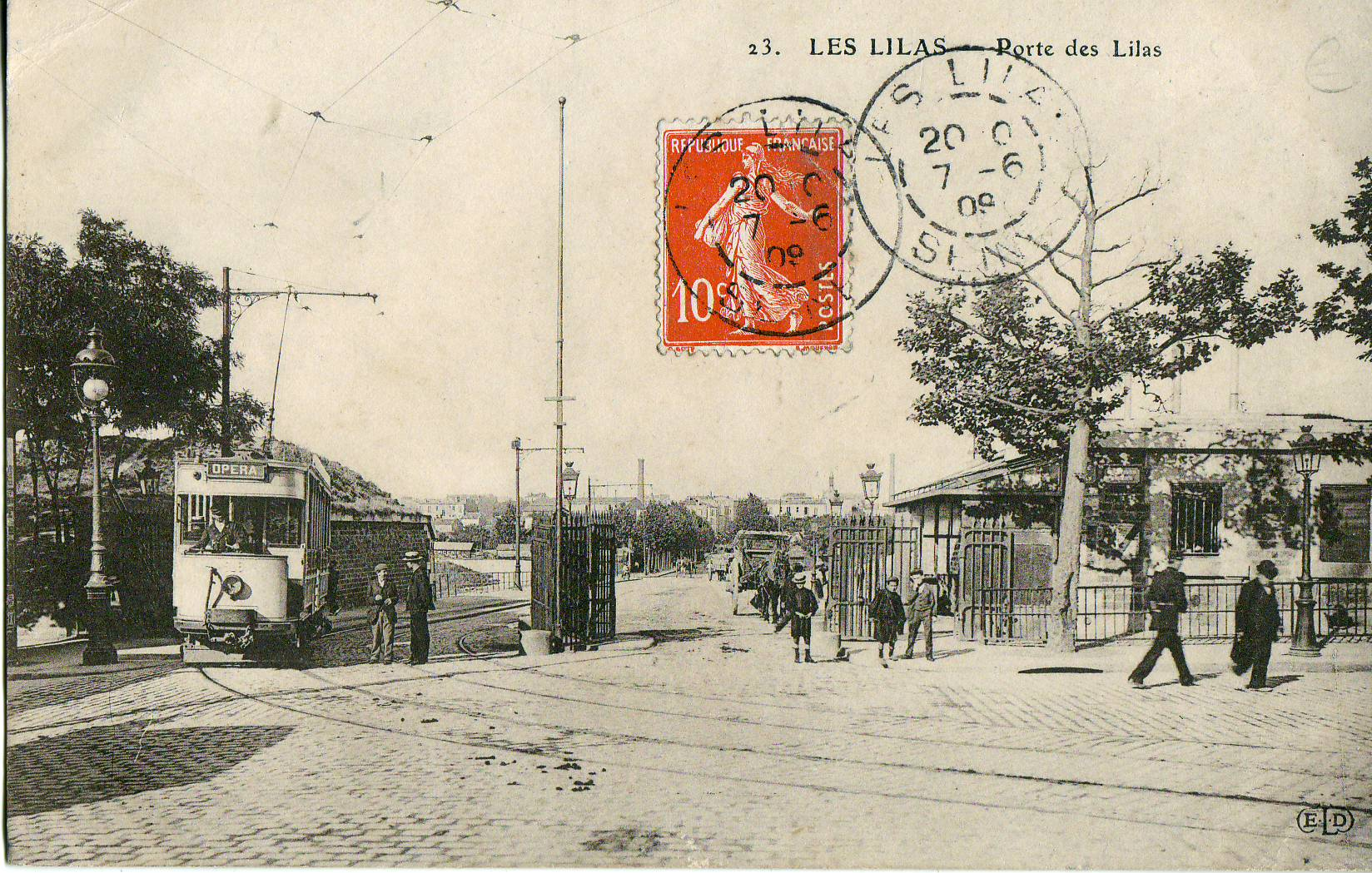
Carte postale ancienne de la porte des Lilas, au temps des fortifs' et des tramways.

Cette enceinte, détruite après la Première Guerre mondiale, bénéficiait d'un espace inconstructible, la Zone qui a été urbanisé dans l'entre-deux-guerres, notamment par la construction des HBM de la Ville de Paris.

## Bâtiments remarquables et lieux de mémoire
Divers équipements sont situés à proximité :
- la piscine Georges-Vallerey (dite des Tourelles) construite pour les Jeux olympiques de 1924. Reconstruite en 1983 ;
- les Archives de la Ville et du département de Paris ;
- le siège de la DGSE, officiellement désigné « CAT » (Centre administratif des Tourelles). Le grand public l’a surnommé « la Piscine » en raison de sa proximité avec la piscine des Tourelles.
- Le jardin Serge-Gainsbourg et le jardin Frida-Kahlo[2].

### Chanson et cinéma
La porte des Lilas est un lieu cher à la chanson française : Georges Brassens et Serge Gainsbourg l'ont chantée, ainsi que Jacques Brel, qui la cite dans sa chanson Le Gaz. Dans les années 1980, une chanson de Philippe Timsit était intitulée Henri, Porte des Lilas, en hommage à celui qui a donné ses lettres de noblesse au Golf-Drouot, Henri Leproux. Le clip de Elle a fait un bébé toute seule de Jean-Jacques Goldman se déroule en partie dans cette station. Au cinéma, elle a été portée à l'écran dans la comédie du même nom avec notamment Pierre Brasseur et Georges Brassens. La station sert également de décor dans John Wick.
La station accueille le groupe britannique Jungle pour un concert le 10 septembre 2021. 

## Réaménagement et lien avec la petite couronne

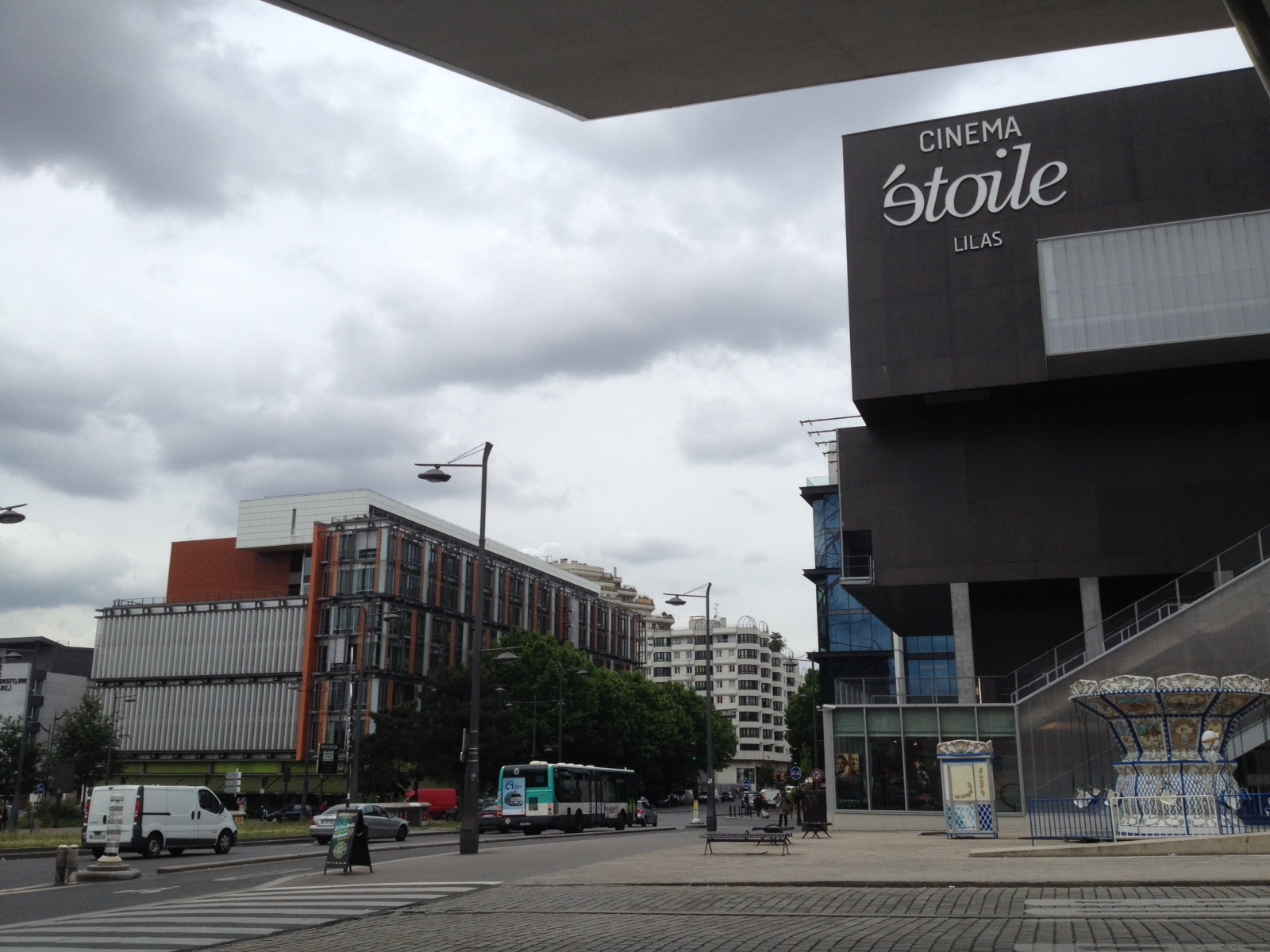
Vue de Paris vers Les Lilas.

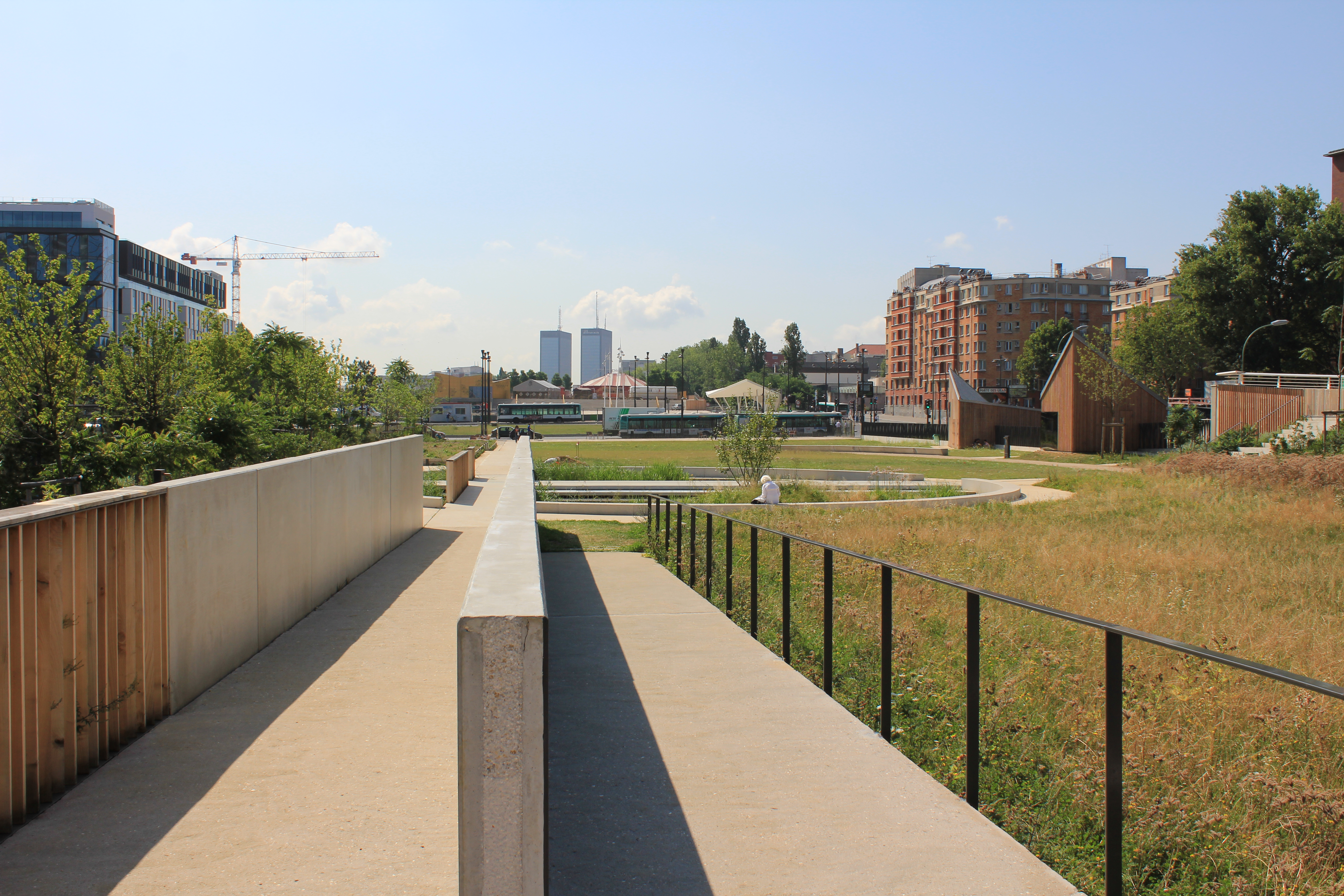
Le jardin Serge-Gainsbourg.

À la construction du périphérique, le regard des Maussins est déplacé.
Le quartier a subi de nombreuses mutations depuis 2007, à la suite de la couverture du périphérique à la porte des Lilas. En effet, celle-ci a signé la première étape d'une initiative visant à redynamiser le quartier et améliorer la qualité de vie des riverains, tout en favorisant la continuité urbaine avec les communes limitrophes (Les Lilas, Le Pré Saint-Gervais et Bagnolet), avec notamment le projet de la ZAC Porte des Lilas. La ville de Paris, en association avec ces communes, souhaite favoriser la mixité urbaine en implantant des activités culturelles, des logements, des équipements, mais aussi développer l'activité économique et l'emploi. La dalle de couverture du périphérique a ainsi permis de récupérer 25 hectares. En conséquence, la place du Maquis-du-Vercors a été largement réaménagée.
Les équipements récents de la porte des Lilas sont :
- la résidence Lila[6], première résidence « hors les murs » de la Cité Internationale ouverte à la rentrée 2005 et offrant 268 logements pour étudiants ;
- une gare de bus RATP, opérationnelle depuis 2009 ;
- le Cirque Électrique[7] et son restaurant, installés sur la place du Maquis-du-Vercors depuis 2010 ;
- un jardin de 1,4 hectare, le jardin Serge-Gainsbourg, inauguré en juillet 2010 en présence de Jane Birkin et Charlotte Gainsbourg[8] ;
- un complexe de tennis (9 terrains), inauguré en 2011 ;
- un cinéma d'art et d'essai, Étoile Lilas, complexe de 7 salles (1 500 places) surmonté d'une terrasse-restaurant de 700 m2, inauguré en octobre 2012.

La construction d'une bibliothèque de 1 500 m2 en 2014 et d'un équipement scolaire de type lycée ou collège est également prévue.[Passage à actualiser]